# Saison 1910-1911 de l'ANH
Saison précédente Saison suivante
La saison 1910-1911 est la deuxième saison de l'Association nationale de hockey. Cette saison voit le début du Quebec Hockey Club, plus connu sous le nom de Bulldogs de Québec, en remplacement des Silver Kings de Cobalt. Les Shamrocks de Montréal et le Club de hockey de Haileybury arrêtent également leurs activités, ce qui laisse cinq équipes qui jouent 16 matches chacune. Le Club de hockey d'Ottawa finit en tête et se voit récompensé par le Trophée O'Brien. L'équipe gagne par la suite la Coupe Stanley.

## Contexte

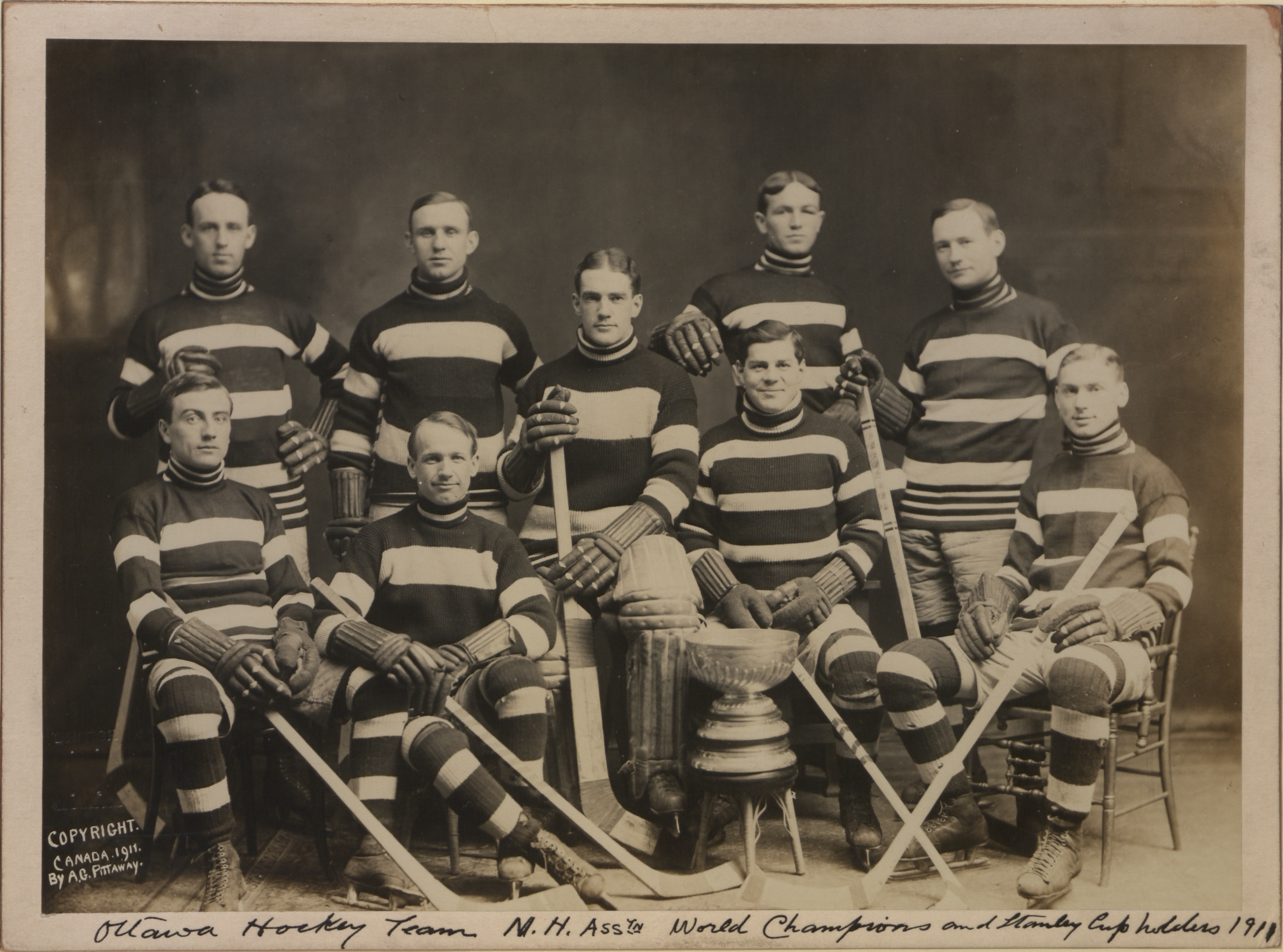
Le Club de hockey d'Ottawa champion 1911 de l'ANH

À la fin de la saison 1910, les Creamery Kings de Renfrew connaissent une perte cumulée de 20 000 dollars. Malgré 25 000 dollars de recette et « seulement » 15 000 dollars de salaires, le club d'Ottawa est également déficitaire sur la saison 1910. L'ANH essaie alors de trouver différents moyens pour augmenter ses revenus. Ainsi, il est décidé de n'utiliser plus que des palets de la marque Spalding Puck. Il est également décidé de diviser le temps de jeu en trois périodes de vingt minutes, les équipes ayant le droit de faire des changements au cours des deux premières périodes. Enfin, les propriétaires des équipes proposent de mettre en place un plafond salarial de 5 000 dollars maximum par équipe.
Les joueurs réagissent vivement à cette dernière idée et menacent de quitter l'ANH pour créer leur propre circuit, mais ils déchantent rapidement quand ils se rendent compte que les propriétaires des équipes sont également les propriétaires des principales patinoires existantes. Ainsi, ils peuvent toujours créer leur propre ligue, mais ils devront alors retourner jouer sur des patinoires extérieures sans aucune entrée d'argent. Finalement, les joueurs n'ont pas d'autre choix que de se plier aux exigences des présidents et ne créent pas de nouvelle ligue. Cependant, toutes ses mesures de réduction des frais pour la saison 1910-1911 à venir ne solutionnent en rien la situation financière de certains clubs. Ainsi, plusieurs équipes ne démarrent pas la deuxième saison de l'ANH : les Shamrocks de Montréal, le Club de hockey de Haileybury et les Silver Kings de Cobalt fin à leur participation alors que le Quebec Hockey Club, plus connu sous le nom de Bulldogs de Québec, fait ses débuts dans l'ANH en reprenant la concession de Cobalt.
À la fin de la saison régulière, l'équipe d'Ottawa finit à la première place du classement avec une fiche de 13 victoires pour seulement trois défaites. Avec une moyenne de 3,9 buts accordés par rencontre, le portier des Canadiens qui joue sa première saison dans l'ANH, Georges Vézina, a la plus basse moyenne de buts alloués du circuit.

## Résultats

### Classement de la saison régulière
| Clt   | Équipe                    | PJ | V  | D  | N | BP  | BC  | Pts |
| ----- | ------------------------- | -- | -- | -- | - | --- | --- | --- |
| +001, | Club de hockey d'Ottawa   | 16 | 13 | 3  | 0 | 122 | 69  | 26  |
| +002, | Canadiens de Montréal     | 16 | 8  | 8  | 0 | 66  | 62  | 16  |
| +003, | Creamery Kings de Renfrew | 16 | 8  | 8  | 0 | 91  | 101 | 16  |
| +004, | Wanderers de Montréal     | 16 | 7  | 9  | 0 | 73  | 88  | 14  |
| +005, | Club de hockey Québec     | 16 | 4  | 12 | 0 | 65  | 97  | 8   |

- Champion de la saison régulière

### Meilleurs buteurs

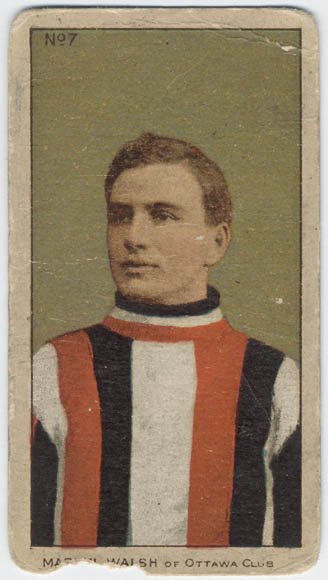
Martin Walsh, meilleur buteur du circuit.

| Joueur           | Équipe    | PJ | B  | Pun |
| ---------------- | --------- | -- | -- | --- |
| Marty Walsh      | Ottawa    | 16 | 35 | 51  |
| Albert Kerr (en) | Ottawa    | 16 | 33 | 45  |
| Don Smith        | Renfrew   | 16 | 26 | 49  |
| Bruce Ridpath    | Ottawa    | 16 | 23 | 54  |
| Odie Cleghorn    | Renfrew   | 16 | 20 | 66  |
| Édouard Lalonde  | Canadiens | 16 | 19 | 63  |
| Didier Pitre     | Canadiens | 16 | 19 | 22  |
| Ernie Russell    | Wanderers | 11 | 18 | 56  |
| Jack Darragh     | Ottawa    | 16 | 18 | 36  |
| Frank Glass      | Wanderers | 16 | 17 | 31  |